# Yamashiro-Tradition

Zentren der japanischen Schwertschmiedetraditionen. Die Gokaden (darunter die Provinz Yamashiro) sind rot gekennzeichnet.

Die Yamashiro-Tradition (jap. 山城伝, Yamashiro-den) ist eine Sammelbezeichnung für Schwertschmiedeschulen in der japanischen Provinz Yamashiro, die in unterschiedlicher Ausprägung ähnliche Charakteristika aufwiesen.
Die Yamashiro-Tradition gehörte neben der Sōshū-Tradition, der Bizen-Tradition, der Yamato-Tradition und der Mino-Tradition zu den fünf klassischen japanischen Schwertschmiedetraditionen (Gokaden).

## Geschichte

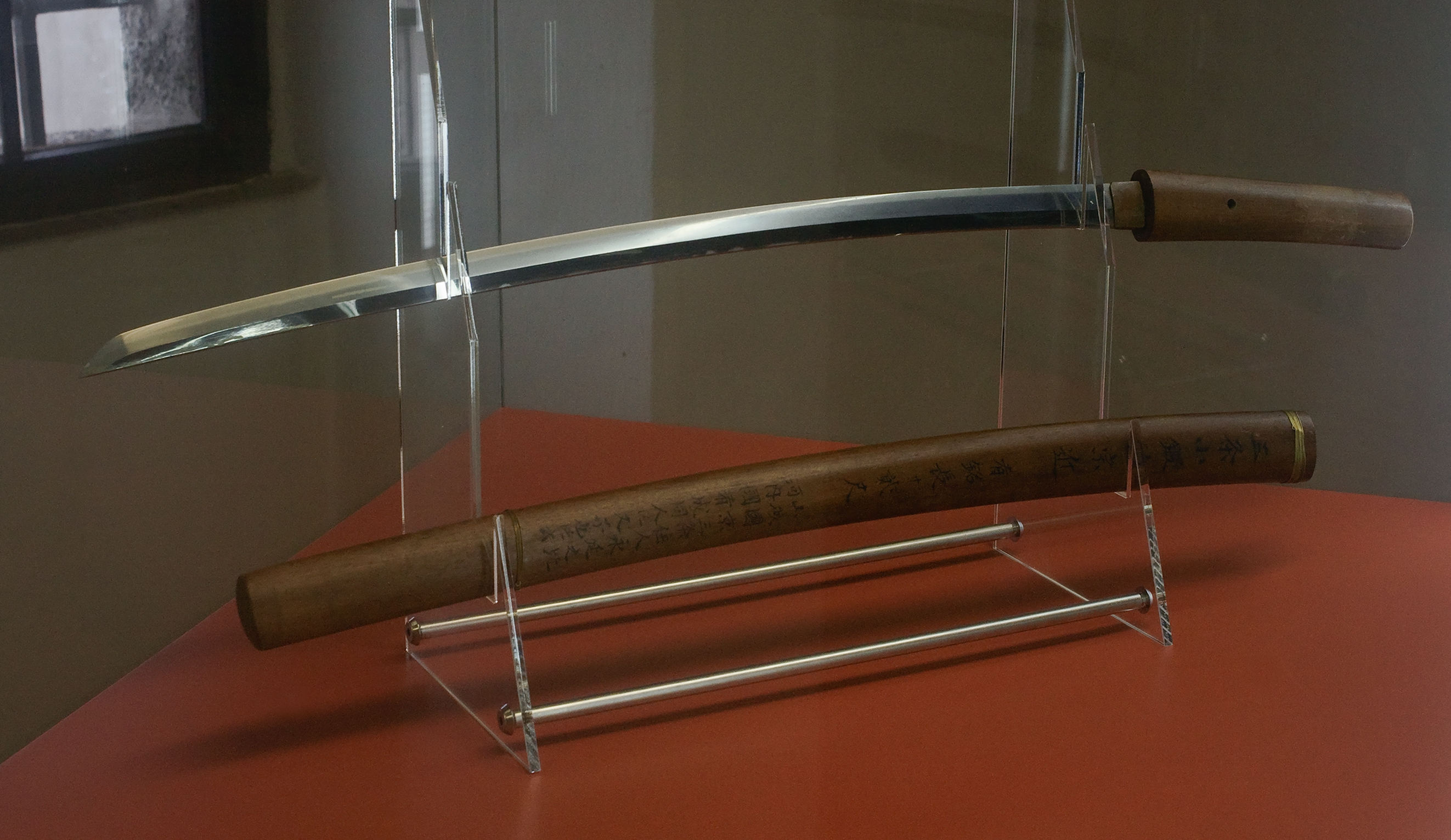
Munechika-Schwert

Mit der Verlegung der japanischen Hauptstadt nach Heian-kyō (heute: Kyōto) in der Provinz Yamashiro im Jahr 794 wuchs die dortige Nachfrage nach Schwertern stark an. In der Folge verlagerte sich das Zentrum der japanischen Schwertproduktion von der Provinz Yamato in die Provinz Yamashiro. Einer der bedeutendsten Schwertschmiede aus dieser Frühphase war der Schwertschmied Munechika.
Innerhalb der Yamashiro-Tradition unterscheidet man zwischen verschiedenen Schulen. Diese waren die Sanjo-Schule, die Awataguchi-Schule, die Rai-Schule, die Ayakoji-Schule, die Ukai-Schule, die Aoe-Schule und die Enju-Schule.

## Charakteristika
- Schwertklingen der Yamashiro-Tradition erscheinen von der Form her eher schlank und grazil, jedoch mit einem niedrigen Klingengrat (Shinogi) und kleiner Spitze (Kissaki).
- Die höchste Krümmung weisen die Klingen in der Mitte auf, so dass sie dem Torbogen eines Shinto Tempels ähneln (Torii Sori).
- Die Klingenoberfläche (Hada) weist in der Regel eine enge Maserung ähnlich den Jahresringen von Bäumen (Ko-Mokume) auf.
- Die Härtelinie (Hamon) verläuft in der Regel gleichmäßig und parallel zur Schneide (Suguha) und weist Jie-nie auf. Daneben finden sich auch wellenförmige Härtelinien (Choji-midare).
- Die Angel der Klinge (Nakago) ist meist lang und besitzt bei älteren Schwertern (bis 1400) eine abgerundete Spitze (Kuri-Jiri). Später weisen die Angeln eine Mischung aus abgerundeten (Kuri-jiri) und symmetrischen Spitzen (kengyo-jiri) auf.